# ピエール・アドルフォ・ティリンデッリ
ピエール・アドルフォ・ティリンデッリ（Pier Adolfo Tirindelli、1858年5月5日 - 1937年2月6日）は、イタリア、コネリアーノ出身の作曲家。ヴァイオリニスト。

## 生涯
アルプスの山麓に位置するコネリアーノ（当時ロンバルド＝ヴェネト王国領）で生まれる。ミラノ音楽院でヴァイオリンを学び、ドイツ、ウィーンとフランス、パリに留学した。1920年（もしくは1922年）までアメリカに渡り、オハイオ州、シンシナティ音楽院でヴァイオリンを教えていた。その後、イタリアに戻り、ローマに居を構えた。
イタリアとフランスで学んだせいか、1892年にヴェネツィアで初演されたイタリア・オペラ『アテナイデ』 (Atenaide) と1897年にシンシナティで初演されたフランス・オペラ『白と黒』 (Blanc et noir) 、および多数のイタリア歌曲とフランス歌曲を作曲した。なぜかドイツ・オペラは作曲していない。
1937年にローマで没する。
イタリア人作曲家が書いたフランス・オペラがアメリカの都市で初演されるという国際的な現象が起きたのは、上述のようなティリンデッリの経歴のためである。

## 主要作品
- アテナイデ（Atenaide, イタリア・オペラ、1892年）
- 白と黒（Blanc et noir, フランス・オペラ、1897年）
- 春よ（O primavera, イタリア歌曲）